# Susan Ebrahimi
Pour les articles homonymes, voir Ebrahimi.
 (janvier 2025).
Si vous disposez d'ouvrages ou d'articles de référence ou si vous connaissez des sites web de qualité traitant du thème abordé ici, merci de compléter l'article en donnant les références utiles à sa vérifiabilité et en les liant à la section « Notes et références ».
Susan Ebrahimi (née le 30 janvier au XXe siècle à Sarrebruck) est une chanteuse allemande.

## Biographie
Susan Ebrahimi a un père iranien et une mère autrichienne. Son père issue de la noblesse perse vient en Allemagne faire des études de médecine dans les années 1960 puis fait la connaissance de sa mère.
À l'âge de 9 ans, elle va dans une école confessionnelle francophone où elle apprend cette langue. Elle fait une formation de graphiste puis exerce ce métier. Elle vient à la musique grâce à une rencontre avec le producteur et compositeur Willy Klüter. Elle participe à l'émission ZDF-Fernsehgarten fin juin 2009 et en septembre 2009 Die Show im Zoo sur MDR. Elle est présente à Schlager des Jahres 2010 en novembre 2010 sur MDR, enregistrée au Centre des congrès de Suhl.
Pendant ce temps, Klüter et Uwe Haselsteiner lui écrivent des chansons. Elle crée en 2011 son label Blue Lemuria Music puis signe l'année suivante avec Klondike-Records.
Grün, son sixième album, paraît en 2016. En plus de Willy Klüter, Stefan Zauner et Uwe Busse ont écrit une chanson.

## Discographie
Albums
- 2010 : Federleicht (Da Records / Da Music)
- 2011 : Zauberhaft (Da Records / Da Music)
- 2011 : Wunderherzen (Da Records / Da Music)
- 2013 : Das perfekte Gefühl (Da Records / Da Music)
- 2013 : D'ici et d'ailleurs (Palm Records)
- 2014 : Grün (Solis Music)

## Source de la traduction
- (de) Cet article est partiellement ou en totalité issu de l’article de Wikipédia en allemand intitulé « Susan Ebrahimi » (voir la liste des auteurs).